# 西哈羅 (英國國會選區)

選區在大倫敦的位置

西哈羅（英語：Harrow West），英國國會一自治市選區，包括大倫敦西北部哈羅區西南部的九個地方選區。
本區1945年設立至今，歷來是保守黨的安全選區，但1997年以後的當區議員是具工黨和合作黨黨籍的格瑞斯·湯瑪斯。他在2010年大選中以43.6%選票成功連任。